# 푸비니의 미분 정리
푸비니의 미분 정리(Fubini's theorem on the differentiation of series with monotonic terms, -微分定理)는 실해석학의 정리로, 단조함수의 함수항급수가 수렴할 때 그 미분 연산의 교환 가능성을 보장해 주는 정리이다.

## 정의
푸비니의 미분 정리는 다음과 같이 공식화할 수 있다.
- 닫힌 구간 [a, b] 상에서 정의된 단조 증가함수의 급수 {\displaystyle \sum _{k=1}^{n}f_{k}(x)} 가 {\displaystyle s(x)} 로 점별수렴하면, 거의 모든 점에서 {\displaystyle s'(x)=\sum _{k=1}^{n}f_{k}'(x)} 이 성립한다.

이 정리는 르베그 미분가능성 정리와 지배 수렴 정리를 이용하여 증명할 수 있다.

## 역사
이탈리아의 수학자 귀도 푸비니가 증명하였다.

## 참고 문헌
- 김성기, 계승혁, 《실해석》, 서울대학교출판부, 2002